# Чемпионат Буркина-Фасо по футболу
Чемпионат Буркина-Фасо по футболу (фр. Championnat du Burkina Faso de football) — любительский футбольный дивизион для буркинийских футбольных клубов. Контролируется Буркинийской федерацией футбола.
В соревновании участвуют 16 клубов. После каждого сезона клубы, занявшие 15-е и 16-е места, переводятся во Второй дивизион, а их места занимают команды-победители Второго дивизиона в своих группах.
Первый чемпионат был проведен в 1961 году. В 1981 и 1982 году не проводился в связи с политической нестабильностью в стране.
В 2004 году дивизион был расширен до 14 клубов, в 2013 году — до 16 клубов.

## Клубы-участники
| Клуб          | Город        | Стадион               | Вместимость |
| ------------- | ------------ | --------------------- | ----------- |
| АСФ           | Бобо-Диуласо | Муниципальный стадион | 30 000      |
| БПС           | Кудугу       | Балибье               | 30 000      |
| Банк Спорт    | Дедугу       | Дедугу                | 1000        |
| Бобо Спорт    | Бобо-Диуласо | Воби                  | 10 000      |
| КУЗАФ         | Уагадугу     | Муниципальный стадион | 15 000      |
| Комоэ         | Банфора      | Банфора               | 6000        |
| Кэнон дю Сюд  | Уагадугу     | ЮСФА                  | 9000        |
| Мажестик      | По           | Муниципальный стадион | 15 000      |
| Расинг        | Бобо-Диуласо | Воби                  | 10 000      |
| Рэйл Клаб     | Уагадугу     | Кадиого               | 8000        |
| СОНАБЕЛ       | Уагадугу     | СОНАБЕЛ               | 5000        |
| Сантос        | Уагадугу     | Муниципальный стадион | 15 000      |
| Уагадугу      | Уагадугу     | Муниципальный стадион | 15 000      |
| Фасо-Йенненга | Уагадугу     | 4 августа             | 35 000      |
| Этуаль Филант | Уагадугу     | 4 августа             | 35 000      |
| ЮСФА          | Уагадугу     | ЮСФА                  | 9000        |

## Выступления клубов
| Клуб                 | Город        | Титулы | Последний |
| -------------------- | ------------ | ------ | --------- |
| Этуаль Филант        | Уагадугу     | 13 *   | 2014      |
| Фасо-Йенненга        | Уагадугу     | 13     | 2013      |
| Силурес              | Бобо-Диуласо | 7      | 1980      |
| ЮСФА                 | Уагадугу     | 7 **   | 2000      |
| Расинг               | Бобо-Диуласо | 4      | 2015      |
| ЮС ФРАН              | Бобо-Диуласо | 3      | 1968      |
| АСФБ                 | Бобо-Диуласо | 2      | 1966      |
| Уагадугу             | Уагадугу     | 2      | 1983      |
| Коммюн               | Уагадугу     | 1      | 2007      |
| Рэйл Клуб дю Кадиого | Кадиого      | 1      | 2005      |

* — включая победу в 1973 году, когда команда называлась «Жанна д’Арк»
** — включая победы, когда команда называлась АСФАН и ЮСФАН

## Чемпионы по сезонам
| - 1961: АСФБ - 1962: «Этуаль Филант» - 1963: ЮС ФРАН - 1964: ЮС ФРАН - 1965: «Этуаль Филант» - 1966: АСФБ - 1967: «Уагадугу» - 1968: ЮС ФРАН - 1969: АСФАН - 1970: АСФАН - 1971: АСФАН - 1972: «Расинг» - 1973: «Жанна д’Арк» - 1974: «Силурес» - 1975: «Силурес» - 1976: «Силурес» - 1977: «Силурес» - 1978: «Силурес» - 1979: «Силурес» - 1980: «Силурес» - 1981: не проводился - 1982: не проводился - 1983: «Уагадугу» - 1984: АСФАН - 1985: «Этуаль Филант» - 1986: «Этуаль Филант» - 1987: ЮСФАН - 1988: «Этуаль Филант» | - 1989: «Фасо-Йенненга» - 1990: «Этуаль Филант» - 1991: «Этуаль Филант» - 1992: «Этуаль Филант» - 1993: «Этуаль Филант» - 1994: «Этуаль Филант» - 1995: «Фасо-Йенненга» - 1996: «Расинг» - 1997: «Расинг» - 1998: ЮСФАН - 1999: Фасо-Йенненга - 2000: ЮСФА - 2001: «Этуаль Филант» - 2002: «Фасо-Йенненга» - 2003: «Фасо-Йенненга» - 2004: «Фасо-Йенненга» - 2005: «Рэйл Клаб» - 2006: «Фасо-Йенненга» - 2007: «Коммюн» - 2008: «Этуаль Филант» - 2009: «Фасо-Йенненга» - 2010: «Фасо-Йенненга» - 2011: «Фасо-Йенненга» - 2012: «Фасо-Йенненга» - 2013: «Фасо-Йенненга» - 2014: «Этуаль Филант» - 2015: «Расинг» |

## Лучшие бомбардиры
| Сезон   | Игрок                          | Клуб                          | Голов |
| ------- | ------------------------------ | ----------------------------- | ----- |
| 1991/92 | Дауда Сану                     | Фасо-Йенненга                 | 18    |
| 1998/99 | Адольф Бьяне                   | Расинг Бобо-Диуласо           | 14    |
| 2002    | Бонифаций Зунди                | ЮСФА                          | ?     |
| 2002/03 | Доминик Наяга                  | Уагадугу                      | 19    |
| 2003/04 | Герман Уэдраого и Мамаду Канте | Уагадугу и Фасо-Йенненга      | 13    |
| 2004/05 | Вильфрид Да                    | ЮСФА                          | 13    |
| 2005/06 | Моктар Уэдраого                | ЮСФА                          | 15    |
| 2007/08 | Абдер Диарра                   | Этуаль Филант                 | 16    |
| 2008/09 | Окансе Мандела и Эрик Сулама   | Фасо-Йенненга и Этуаль Филант | 13    |
| 2013/14 | Бану Дьявара и Кафумба Туре    | Расинг Бобо-Диуласо и ЮСФА    | 14    |
| 2014/15 | Бану Дьявара                   | Расинг Бобо-Диуласо           | 13    |